# あゆか (タレント)
あゆか（2月3日 - ）は、日本のモデル、タレント。岩手県出身。フリーランス。旧芸名は「安東歩華」および「安東あゆか」。

## 人物・来歴
- 岩手県盛岡市生まれ[1]。小学校時代は同県宮古市に居住[2]。専門学校時代は宮城県仙台市宮城野区に居住[3][4]。
  - 仙台在住時は三幸学園系列の福祉・看護の専門学校に通っていたが、同様に仙台駅東口にある同学園の別の専門学校の1年先輩には佐藤唯（山形弁ナマドル）がいた[5][6]。
  - 仙台在住時は、ベガルタ仙台のサポーターだった[3]。
- 岩手県の方言を話すナマドルと紹介される場合もある[7]。
  - 方言のスピーキングでは、盛岡市などに見られる「岩手県中北部方言」（南部弁）、宮古市などに見られる「岩手県沿岸部方言」（南部弁）、一関市などに見られる「岩手県南部方言」（仙台弁）が混在している[5]。すなわち、岩手県内の南部弁の二大系統と仙台弁の一系統が混在する[5]。
  - 方言のヒアリングでは、岩手県花巻市大迫町の祖母の方言（南部氏領・南部弁）よりも、同県一関市の祖母の方言（伊達氏領・仙台弁）に強く影響を受けたため、仙台弁の方が得意[8]。
- 特技として、オペラ、柔軟が出来る。
- 医療事務1,2級、医療秘書3級、秘書検定2級、日本農業技術検定3級など、多数の資格を持っている。
- 2010年（平成22年）4月、岩手県より「希望王国いわて文化大使[9]」を委嘱された[10]。
- 2010年（平成22年）5月1日、浄土ヶ浜まつりにて宮古市より「宮古観光親善大使」を委嘱された。
- 渕上彩夏、南知里と仲がいい[11]
- 祖先は安東水軍であり祖父は元海軍。その後岩手県一ノ関消防署長として勤務していた。祖母は保育士。母方の両親は専業農家である。父は警察官で現役の刑事。弟は陸上自衛隊員である。母親は病院内保育園の保育士。あゆか自身は岩手県内にある県立病院で小児病棟クラークとして勤務していた。
- タレントをする傍ら、都内で農業を営み有野晋哉から兼業タレントと命名される（MBSラジオ『アッパレやってまーす!』）。
- アニメとプロレス鑑賞が好き。ボクササイズではなく本格的なボクシングを習っている。全日本プロレス所属の大森隆男のファン。
- 『ナカイの窓』（日本テレビ）にて告白をした山里亮太とは手を繋ぐ程度の純粋な恋愛関係であったがAKBやももいろクローバーZといったアイドルの仕事が増えてきたため、アイドルであるあゆかと付き合うと示しがつかない、という理由で振られた。後に別番組で山里が強引に迫っていたことが発覚した。
- 2019年（令和元年）6月をもってケイダッシュステージを退社。海外留学を経て、芸能活動を再開している。

## 出演

### テレビ
- 志村屋です。 志村診察室 （フジテレビ、2週連続放送）安東歩華名義。
- 格闘神話MARS （TBS）
- 5きげんテレビ（テレビ岩手）
  - スタジオ出演：2009年12月10日、2010年3月1日・3月19日・4月15日
  - VTR出演：2009年12月16日 ほか
  - 5きげんキャラバン
    - 北上・展勝地：2010年4月16日
    - 宮古市・浄土ヶ浜：2010年4月30日
- 太田光の私が総理大臣になったら…秘書田中。 （日本テレビ、2009年12月4日）あゆか名義。
- 秘密のケンミンSHOW（読売テレビ、2009年12月10日、2010年4月15日）あゆか名義。
- 愛のお悩み解決 シアワセ結婚相談所（日本テレビ）
- THE カテゴライザー（日本テレビ）
- エコアクション対決!～真のエコガールを目指せ～ （瀬戸内海放送、2009年12月19日）あゆか名義。
  - 共演：はなわ、南知里
- 東京で見つけた知られざる made in 岩手（テレビ岩手開局40周年記念番組、2009年12月30日）あゆか名義。
  - 共演：TKO、高橋美佳（テレビ岩手アナウンサー）／ナレーション：関口伸（ナレーター、元テレビ岩手アナウンサー）
- アリケン （テレビ東京、2010年1月16日）あゆか名義。
- 世界一受けたい授業（日本テレビ、2010年1月30日）あゆか名義。
- 未来の食を育てます～第39回日本農業賞～（NHK教育、2010年3月28日）あゆか名義。
- みんなでニホンGO!（NHK総合、2010年6月3日、2010年9月2日）あゆか名義。
- 秘密の岩手 教えまSHOW2（テレビ岩手、2011年12月30日）あゆか名義。
  - 共演：レッド吉田（TIM）、スザンヌ、小島よしお、岩瀬弘行（テレビ岩手アナウンサー）／ナレーション：高橋美佳、菅原那緒子（共にテレビ岩手アナウンサー）
- 方言彼女。0（2012年10月 - ）
- あさパラ（読売テレビ、2013年3月2日）
- 大久保じゃあナイト（TBS、2013年10月 - ）あゆか名義。
- ナカイの窓スペシャル「中居正広vs芸能人100人」（日本テレビ、2014年3月19日）
- わが町バンザイ（IBC岩手放送レギュラー）あゆか・幸見ペアで出演時の視聴率は3グループ中一番の視聴率を誇る
- てっぺん静岡（テレビ静岡、2017年2月 - ）あゆか名義。
- スクール革命（日本テレビ）
- 今夜くらべてみました（日本テレビ）
- 有田のヤラシイハナシ（TBS）
- お願い！ランキング（テレビ朝日）

### 舞台
- 東京深夜舞台『パンチドランカー』
- アリーエンターテイメント『かたつむり』
- はなわ単独ライブ トモコ役

### 映画
- さいはてにて〜やさしい香りと待ちながら〜
- 力俥-RIKISHA- すみだ旅立ち編 ゆかり役

### ファッションショー
- 5iVESTAR（ASOBISYSTEM）

### 声優
- ローリング☆ガールズ（C.V ばん子）
- サウザンドメモリーズ（C.V ドミノ）
- オリコンスタイル Deview（C.V デビューちゃん）

### ラジオ
- まだまだゴチャ・まぜっ!〜集まれヤンヤン〜（MBSラジオ、2011年4月16日 - 2012年4月14日）
- ザ・ボイス そこまで言うか!（ニッポン放送、2013年9月23日・2014年3月3日 - 5月）前者は飯田浩司アナウンサー休暇によるアシスタント代理、後者は「街角ステーション〜噂を求めてどこまでも」の上田郁代の産休による代理リポーター
- マイフェイバリッと（TBSラジオ）
- NHK千葉放送局 ゲスト出演
- NHK福井放送局 農業対談 ゲスト出演

### インターネット
- タケミネット ゲスト出演 （あっ!とおどろく放送局、2009年10月31日 - ）
- ケイダッシュステージの殴るなら殴れ!!（2011年7月20日開始、ニコジョッキー）
- あゆかの酔いどれ天使 （2013年 - 、 AmebaStudio）
- ダッシュの女神（showroom）
- K DASH NEXT GENERATION（ニコニコ生放送）
- 今田耕司のカネになる恋の話（abemaTV）
- お願い！ランキング web版（abemaTV）
- ピタッとTV （占いTV）

### CM･広告
- 三菱自動車工業 パジェロミニ
- ロッテ 爽
- わんだふぉ〜!テレビ岩手
- 山崎製パン 山ぶどうウォーター
- 日産自動車 note e-power
- Suica 全国版インフォマーシャル
- ららぽーと磐田 赤いワンピース編

### 書籍
- 電子書籍「芸農人あゆかのみんなで農業すっぺ」（2011年12月26日 発売）
- オーガニック美人への道（モデルプレス）
- コラム（KIDSNA）
- 野菜とくだもののパワーファイトケミカルスできれいになる本

### PV
- SLINGSHOT MILLION2『LALALAND』

### イベント・MC
- ドラッグストアショー ゲストMC
- Happy energy presents トークショー

『大人の女性の保健室』
- JAいわて平泉 講演会講師・イベントゲスト
- 総合格闘技MARS ラウンドガール
- D-1GP teamORANGE レースクィーン